# Liam O’Brien (Synchronsprecher)

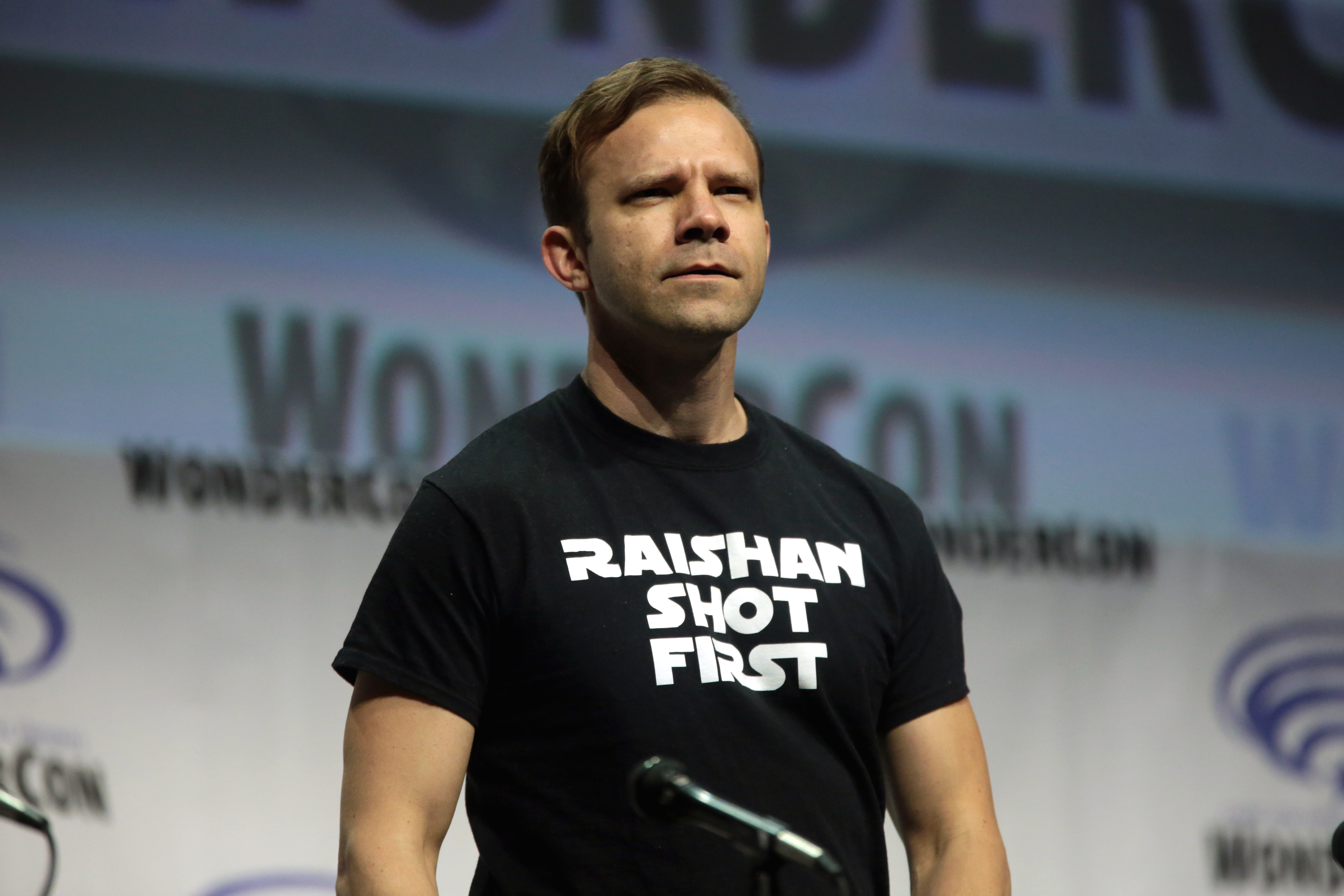
Liam O’Brien (2017)

Liam Christopher O’Brien (geb. 28. Mai 1976 in Belleville) ist ein US-amerikanischer Synchronsprecher, Drehbuchautor und Synchronregisseur. Er war Teil vieler englischsprachiger Adaptionen von japanischen Animes und ist in zahlreichen Videospielen und Zeichentrickfilmen zu hören.
Zu seinen Hauptrollen zählen Gaara in Naruto, Captain Jushiro Ukitake in Bleach, Lloyd in Code Geass, Kenzo Tenma in Monster, und Nephrite in der Viz Media Vertonung von Sailor Moon. Er vertonte Zeichentrick-Serien wie Star Wars Rebels, Transformers: Robots in Disguise, Avengers Assemble, Wolverine and the X-Men, und Hulk and the Agents of S.M.A.S.H. In Videospielen gab er seine Stimme Gollum in Mittelerde: Mordors Schatten, Caius Ballad in Final Fantasy XIII-2, Krieg in Darksiders, Asura in Asura’s Wrath, Illidan Stormrage in World of Warcraft, Yasuo in League of Legends, den Wächter in For Honor, Barker in Titanfall 2 und Infinite in Sonic Forces. Er führte Regie für Naruto, The Last of Us, Evolve, Resident Evil 5, und Resident Evil 6. Er ist ein festes Mitglied von Critical Role, wo er die Charaktere Vax’ildan „Vax“ Vessar in der ersten Kampagne "Vox Machina", Caleb Widogast in der zweiten Kampagne "the mighty Nein" und Orym of the Air Ashari in der dritten Kampagne "Bell's Hells" verkörpert.

## Werdegang
O’Brien wuchs in Weehawken, New Jersey auf. Seine Mutter, Lois Wiltse O’Brien, arbeitete als Erzieherin und als Qualitätssicherungstrainerin und -beraterin. Er begann erstmals in der Schule zu Schauspielern. Nachdem er die New York University Tisch School of the Arts besuchte, arbeitete er in Theatern an zahlreichen Produktionen in ganz Amerika mit. Während er an einer Produktion von Romeo und Julia in Cincinnati arbeitete, lernte er Crispin Freeman kennen, der ihm half, im Synchronsprech-Gewerbe von Cartoons und Animes in New York tätig zu werden.
O’Brien heiratete im Jahr 2002 seine Synchronsprecherkollegin Amy Kincaid. Sie haben zusammen einen Sohn und eine Tochter. O’Brien hat außerdem eine Schwester. In einem Interview mit Brian W. Foster erwähnte O’Brien, er habe Hyperakusis.

## Karriere
O’Briens Charaktere variieren im Bezug auf Stil. Er erzählte, dass er meist Charaktere spielt, die typischerweise wahnsinnig oder böse Genies sind, obwohl er auch schon Charaktere aus Komödien vertonte, so wie Fukuyama in Girls Bravo, von dem er sagte, er würde „dabei in Schweiß ausbrechen, dem Level an Beklopptheit gleich zu kommen“. Er beschrieb Cumore von Tales of Vesperia als „leicht gestört“. In Darksiders, vertonte er den Hauptcharakter „Krieg“, einen der vier Reiter der Apokalypse. Er beschrieb seine Vertonung tiefer als seine normale Stimme, und dass er ihn als eine alte Seele darstellte, die in keiner Weise überrascht ist von den Ereignissen um ihn herum. In dem auf dem Videospiel basierendem Film Final Fantasy VII: Advent Children vertonte er Red XIII.
Zusätzlich zum Synchronsprechen arbeitete O’Brien als Synchronregisseur und Autor an diversen Videospielen und Animeserien. Außerdem ist er Teil der beliebten Web-Serie Critical Role, „wo ein Haufen nerdiger Synchronsprecher zusammen kommen, um Dungeons & Dragons zu spielen“. In der von Critical Role seit 2022 produzierten animierten Serie "The Legend of Vox Machina" spricht er zudem seinen eigenen Charakter aus der ersten Kampagne, Vax'ildan "Vax" Vessar.

## Filmografie

### Anime
| Jahr              | Titel                                           | Rolle                                              | Notiz                        | Belege               |
| ----------------- | ----------------------------------------------- | -------------------------------------------------- | ---------------------------- | -------------------- |
| 2001              | Boogiepop Phantom                               | Yoji Suganuma, Andere                              |                              |                      |
| 2001              | Gokudo                                          | Tei                                                |                              |                      |
| 2002              | Kare Kano                                       | Hideki Asaba, Fukada Kohei                         |                              |                      |
| 2002              | Revolutionary Girl Utena                        | Mamiya Chida                                       |                              |                      |
| 2003              | Figure 17                                       | Toru                                               |                              |                      |
| 2003              | DNA²                                            | Junta Momonari                                     |                              |                      |
| 2003              | K.O. Beast                                      | Bud Mint                                           |                              |                      |
| 2004              | Sentō Yōsei Yukikaze                            | Diverse Charaktere                                 |                              |                      |
| 2004              | Texhnolyze                                      | Man C                                              |                              |                      |
| 2004              | Legend of the Twilight                          | Tom                                                |                              |                      |
| 2004              | Gad Guard                                       | Truckfahrer                                        |                              |                      |
| 2004              | R.O.D the TV                                    | Diverse Charaktere                                 | Außerdem als William Markham |                      |
| 2004              | Ghost in the Shell: Stand Alone Complex         | Diverse Charaktere                                 |                              |                      |
| 2004              | Paranoia Agent                                  | Mitsuhiro Maniwa, Mann am Telefon                  |                              |                      |
| 2004              | Comic Party                                     | Taishi Kuhonbutsu                                  |                              |                      |
| 2004              | Gungrave                                        | Executive A, Forscher, Sam                         |                              |                      |
| 2004              | Marmalade Boy                                   | Akira Mizutani, Alex                               |                              |                      |
| 21. Juni 2005     | Girls Bravo                                     | Kazuharu Fukuyama                                  |                              | [ 8 ] [ 12 ]         |
| 2005              | Rumiko Takahashi Anthology                      | Ryuichi, Mover, Odagiri, Zashiki Warashi, Gorgeous |                              |                      |
| 2005              | Samurai Champloo                                | Young Yamane, Aal-Shop-Besitzer                    |                              |                      |
| 2005              | Daphne in the Brilliant Blue                    | Diverse Charaktere                                 |                              |                      |
| 2005              | Koi Kaze                                        | Kei Odagiri, Mann, Freund A                        |                              |                      |
| 2005              | Duel Masters: Season 2                          | Shobu Kirifuda                                     |                              |                      |
| 2005              | Tenjo Tenge                                     | Shin Natsume                                       |                              |                      |
| 2005              | The Melody of Oblivion                          | Horu, Person of the Cape                           |                              |                      |
| 2005              | Mermaid Forest                                  | Yuta, Andere                                       |                              |                      |
| 2005              | DearS                                           | Diverse Charaktere                                 |                              |                      |
| 2005              | Ghost Talker’s Daydream                         | Diverse Charaktere                                 |                              |                      |
| 2005              | Naruto                                          | Gaara, Kotetsu Hagane                              |                              |                      |
| 2005              | Ghost in the Shell: Stand Alone Complex 2nd GIG | Gino, Andere                                       |                              |                      |
| 2005              | Gankutsuou: The Count of Monte Cristo           | Andrea Cavalcanti                                  |                              |                      |
| 2005              | Saiyuki Reload                                  | Diverse Charaktere                                 |                              |                      |
| 2005              | Scrapped Princess                               | Furet                                              |                              |                      |
| 2005              | Di Gi Charat                                    | Thin Blob                                          | OVA                          |                      |
| 14. Februar 2006  | Haré+Guu                                        | Dr. Clive                                          |                              | [ 13 ]               |
| 2006              | Kannazuki no Miko                               | Tsubasa                                            |                              |                      |
| 2006              | Saiyuki Reload Gunlock                          | Rin’s Captor                                       |                              |                      |
| 2006              | Gun Sword                                       | Ray Lundgren, Wild Bunch C                         |                              |                      |
| 2006              | Kamichu!                                        | Shika, Inu Osho, Konoha Kamaitachi, Andere         |                              |                      |
| 2006              | The Prince of Tennis                            | Verschiedene Charaktere                            |                              |                      |
| 2006              | Fate/stay night                                 | Archer                                             |                              |                      |
| 2006              | Ergo Proxy                                      | Vincent Law                                        |                              |                      |
| 2006              | Paradise Kiss                                   | Diverse Charaktere                                 |                              |                      |
| 2007              | Bleach                                          | Jushiro Ukitake                                    |                              |                      |
| 2007              | Blue Dragon                                     | Dolsk                                              |                              |                      |
| 2007              | To Heart                                        | Diverse Charaktere                                 |                              |                      |
| 2007              | Cutie Honey                                     | Seiji’s Contact                                    | Realfilm-Vertonung           |                      |
| 2007              | The Melancholy of Haruhi Suzumiya               | Baseballteam-Kaptain                               |                              |                      |
| 2007              | The Third: The Girl With the Blue Eye           | Diverse Charaktere                                 |                              |                      |
| 2007              | Phoenix                                         | Ohtomo                                             |                              |                      |
| 2008              | Code Geass                                      | Lloyd Asplund                                      |                              |                      |
| 2008              | Buso Renkin                                     | Gota Nakamura, Hideki Okakura                      |                              |                      |
| 2008              | Yami no Matsuei                                 | Hisoka Kurosaki                                    |                              |                      |
| 2009–2010         | Monster                                         | Kenzo Tenma                                        |                              |                      |
| 2010              | Slayers                                         | Rezo the Red Priest                                | Revolution und Evolution-R   |                      |
| 20. April 2013    | Nura: Rise of the Yokai Clan                    | Hidemoto Keikain                                   |                              |                      |
| 2013–2015         | Digimon Fusion                                  | Deckergreymon, Neptunmon, Mercurymon               |                              | [ 14 ]               |
| 11. Mai 2013      | Fate/Zero                                       | Kariya Matou                                       |                              | [ 14 ]               |
| 2014–2015         | Sailor Moon                                     | Nephrite                                           | VIZ Dub                      | [ 15 ]               |
| 24. April 2015    | Mobile Suit Gundam: The Origin                  | Gihren Zabi                                        |                              | [ 16 ] [ 17 ] [ 18 ] |
| 20. November 2015 | Sailor Moon Crystal                             | Nephrite                                           |                              | [ 19 ]               |
| 27. Dezember 2016 | Sengoku Basara: End of Judgement                | Ieyasu Tokugawa                                    |                              |                      |
| 2019              | Boruto: Naruto Next Generations                 | Gaara                                              |                              |                      |
| 1. April 2019     | Ultraman                                        | Dan Moroboshi                                      | 2019 ONA                     | [ 19 ]               |

### Zeichentrick
| Jahr             | Titel                            | Rolle                                                                             | Notiz                          | Belege |
| ---------------- | -------------------------------- | --------------------------------------------------------------------------------- | ------------------------------ | ------ |
| 2008–2009        | Wolverine and the X-Men          | Warren Worthington III, Nightcrawler, Nitro                                       |                                | [ 8 ]  |
| 2010             | G.I. Joe: Renegades              | Captain Anatoly Krimov/Red Star, Andere                                           | Episode „Union of the Snake“   | [ 14 ] |
| 2012–2014        | NFL Rush Zone                    | RZ6.0/Richard Zimmer, Zich, Andere                                                |                                | [ 14 ] |
| 2013–2017        | Avengers Assemble                | Red Skull/Iron Skull, Doctor Strange, Blood Brother #2, Skully, Skull-Net, Andere |                                | [ 14 ] |
| 2013             | Phineas und Ferb: Mission Marvel | Red Skull                                                                         |                                | [ 14 ] |
| 2014–2015        | Hulk und das Team S.M.A.S.H.     | Arkon, Red Skull, Andere                                                          |                                | [ 14 ] |
| 26. Juni 2014    | Regular Show                     | Tango                                                                             | Episode „Gold Watch“           | [ 14 ] |
| 2014–2017        | Star Wars Rebels                 | Supply Master Yogar Lyste, Morad Sumar, Andere                                    |                                | [ 14 ] |
| 2015             | Transformers: Robots in Disguise | Underbite, Kickback, Andere                                                       |                                | [ 14 ] |
| 28. Februar 2016 | Ultimate Spider-Man              | Doctor Strange                                                                    | Episode „Miles from Home“      | [ 14 ] |
| 20. Juni 2016    | Gurke & Peanut                   | Head Mannequin                                                                    | Episode „Bats; Movie Camp Out“ |        |
| 2019–2021        | Carmen Sandiego                  | Professor Gunnar Maelstrom, Boris, Vlad, Andere                                   |                                | [ 20 ] |

### Film
| Jahr             | Titel                                         | Rolle                     | Notiz | Belege |
| ---------------- | --------------------------------------------- | ------------------------- | ----- | ------ |
| 2005             | Aquarian Age: The Movie                       | Lancelot Army Commander   |       |        |
| 25. April 2006   | Final Fantasy VII: Advent Children            | Red XIII                  |       |        |
| 2009             | Afro Samurai: Resurrection                    | Shichigoro                |       | [ 14 ] |
| 2010             | Planet Hulk                                   | Hiroim                    |       | [ 14 ] |
| 2012             | Sengoku Basara:Samurai Kings – The Last Party | Ieyasu Tokugawa           |       | [ 14 ] |
| 2014             | JLA Adventures: Trapped In Time               | Aquaman, Batwing Computer |       | [ 14 ] |
| 2014             | Iron Man & Captain America: Heroes United     | Red Skull                 |       | [ 14 ] |
| 24. Februar 2015 | Tiger & Bunny: The Rising                     | Lunatic / Yuri Petrov     |       | [ 21 ] |
| 10. Juni 2015    | The Last: Naruto the Movie                    | Gaara, Kotetsu Hagane     |       | [ 14 ] |
| 2016             | Hulk: Where Monsters Dwell                    | Doctor Strange            |       | [ 22 ] |

### Andere Vertonungen
| Jahr | Titel           | Rolle             | Notiz |
| ---- | --------------- | ----------------- | ----- |
| 2005 | One Missed Call | Hiroshi Yamashita |       |

### Video-Spiele
| Jahr               | Titel                                       | Rolle                                                                | Notiz                          | Belege       |
| ------------------ | ------------------------------------------- | -------------------------------------------------------------------- | ------------------------------ | ------------ |
| 2006–2007          | .hack//G.U.                                 | Endrance                                                             | Rebirth, Reminisce, Redemption | [ 14 ]       |
| 2006               | Valkyrie Profile 2: Silmeria                | Lezard Valeth                                                        |                                | [ 14 ]       |
| 2006               | Tales of the Abyss                          | Dist the Reaper                                                      |                                | [ 14 ]       |
| 2007               | Jeanne d’Arc                                | Luther                                                               |                                | [ 14 ]       |
| 2007               | World of Warcraft: The Burning Crusade      | Illidan Stormrage                                                    |                                | [ 14 ]       |
| seit 2007          | Persona                                     | Akihiko Sanada                                                       |                                | [ 14 ]       |
| 2007               | Eternal Sonata                              | Waltz                                                                |                                | [ 14 ]       |
| 2008               | Devil May Cry 4                             | Sanctus                                                              |                                | [ 14 ]       |
| 2008               | Professor Layton und die verlorene Zukunft  | Dr. Alain Stahngun, Dimitri Allen                                    |                                | [ 14 ]       |
| 2008               | Tales of Vesperia                           | Cumore                                                               |                                | [ 8 ]        |
| 2008               | Final Fantasy IV                            | Kain Highwind                                                        | 3D-Remake                      |              |
| 11. März 2009      | Dragon Age: Origins                         | Diverse Stimmen                                                      |                                |              |
| 2009               | Kamen Rider: Dragon Knight                  | Wrath, Trash Mob B                                                   |                                | [ 14 ]       |
| 2009               | Magna Carta 2                               | Huaren Jass                                                          |                                | [ 14 ]       |
| 2009               | Resident Evil 5                             | Reynard Fisher, Andere                                               |                                | [ 8 ] [ 14 ] |
| 2009               | Red Faction: Guerrilla                      | Daniel Mason                                                         |                                |              |
| 2010               | Darksiders                                  | Krieg                                                                |                                | [ 8 ]        |
| 2010               | Fallout: New Vegas                          | Diverse Charaktere                                                   |                                | [ 23 ]       |
| 26. Oktober 2010   | Fable III                                   | Walla Voice Actors                                                   |                                | [ 24 ]       |
| 2010               | NIER                                        | Grimoire Weiss                                                       | nicht in den Credits erwähnt   | [ 23 ]       |
| 2010               | Mafia II                                    | Brian O’Neill                                                        |                                | [ 14 ]       |
| 2010               | Valkyria Chronicles II                      | Baldren Gassenarl                                                    |                                | [ 14 ]       |
| 2011               | Captain America: Super Soldier              | Howard Stark, Allied, Hydra                                          |                                | [ 14 ]       |
| 2011               | Catherine                                   | Orlando Haddick                                                      |                                | [ 14 ]       |
| 2011               | Dissidia 012: Final Fantasy                 | Kain Highwind                                                        |                                | [ 14 ]       |
| 2011               | Killzone 3                                  | Voice Talent ISA                                                     |                                | [ 14 ]       |
| 2011               | Uncharted 3: Drake’s Deception              | Bezahlte Gangster                                                    |                                | [ 14 ]       |
| 2011               | White Knight Chronicles 2                   | Madoras                                                              |                                | [ 14 ]       |
| 2011–2016          | Naruto                                      | Gaara, Kotetsu Hagane                                                |                                | [ 14 ]       |
| 2012               | Asura’s Wrath                               | Asura                                                                |                                | [ 14 ]       |
| 2012               | Virtue’s Last Reward                        | Dio                                                                  |                                | [ 14 ]       |
| 2012               | Final Fantasy XIII-2                        | Caius Ballad                                                         |                                | [ 14 ]       |
| 2012               | NeverDead                                   | Alex                                                                 |                                | [ 14 ]       |
| 2012               | Darksiders II                               | Krieg                                                                |                                | [ 14 ]       |
| 2012               | Skullgirls                                  | Leviathan                                                            |                                | [ 14 ]       |
| 2012               | Spec Ops: The Line                          | Marines, Exile Officer                                               |                                | [ 14 ]       |
| 2013               | Fire Emblem: Awakening                      | Inigo                                                                |                                | [ 14 ]       |
| 2013               | League of Legends                           | Yasuo                                                                |                                | [ 25 ]       |
| 2013               | Fuse                                        | Guards                                                               |                                | [ 14 ]       |
| 2013               | Tales of Xillia                             | Gilland                                                              |                                | [ 14 ]       |
| 2013               | Bravely Default                             | Nobutsuna Kamiizumi                                                  |                                | [ 14 ]       |
| 2013               | Killer Is Dead                              | David                                                                |                                | [ 26 ]       |
| 2013               | Marvel Heroes                               | Electro, Nightcrawler, Havok                                         |                                | [ 14 ]       |
| 2013               | Republique                                  | Station 14                                                           | Episode 3: „Ones and Zeroes“   | [ 14 ]       |
| 2014               | D4: Dark Dreams Don’t Die                   | Phillip Cheney                                                       |                                | [ 14 ]       |
| 2014               | Drakengard 3                                | Cent                                                                 |                                | [ 14 ]       |
| 2014               | Lightning Returns: Final Fantasy XIII       | Caius Ballad                                                         |                                | [ 14 ]       |
| 2014               | Mittelerde: Mordors Schatten                | Gollum                                                               |                                | [ 27 ]       |
| 2014               | The Evil Within                             | Valerio Jimenez, außerdem Dorfbewohner, Fetter Zombie                |                                | [ 14 ]       |
| 2014               | Transformers: Rise of the Dark Spark        | Autobot Flyer, Decepticon Soldat 02                                  |                                | [ 14 ]       |
| 2015               | Lego Dimensions                             | Voiceover Talent                                                     |                                |              |
| 2015               | Final Fantasy Type-0 HD                     | Enkidu                                                               |                                | [ 14 ]       |
| 2015               | Saints Row: Gat Out of Hell                 | William Shakespeare, Vlad der Pfähler, Demonen, Husks                |                                | [ 14 ]       |
| 2015               | The Order: 1886                             | Finley                                                               |                                | [ 14 ]       |
| 2015               | Mad Max                                     | Gutgash                                                              |                                | [ 28 ]       |
| 2015               | Transformers: Devastation                   | Motormaster, Sucher #3                                               |                                | [ 14 ]       |
| 2016               | The Witness                                 |                                                                      | Synchronregisseur              |              |
| 2016               | Mario & Sonic at the Rio 2016 Olympic Games | Zazz                                                                 |                                |              |
| 2016               | Lego Marvel's Avengers                      | Red Skull                                                            | Synchronregisseur              |              |
| 2016               | Bravely Second: End Layer                   | Nobotsuna Kamiizumi                                                  |                                | [ 14 ]       |
| 16. Februar 2016   | Street Fighter V                            | Gill                                                                 | Erwähnt in den Credits         |              |
| 2017               | For Honor                                   | Der Wächter                                                          |                                | [ 14 ]       |
| 2017               | Horizon Zero Dawn                           | Umnak                                                                |                                | [ 14 ]       |
| 16. Mai 2017       | Injustice 2                                 | Reverse-Flash                                                        |                                |              |
| 19. September 2017 | Marvel vs. Capcom: Infinite                 | Doctor Strange                                                       |                                | [ 14 ]       |
| 7. November 2017   | Sonic Forces                                | Infinite                                                             |                                | [ 14 ]       |
| 30. Januar 2018    | Dissidia Final Fantasy NT                   | Kain Highwind                                                        |                                | [ 14 ]       |
| 8. Mai 2018        | Pillars of Eternity 2: Deadfire             | Serafen, Vax’ildan Vessar                                            |                                | [ 14 ]       |
| 26. Juli 2018      | Marvel Powers United VR                     | Doctor Strange                                                       |                                | [ 14 ]       |
| 19. Juli 2019      | Marvel Ultimate Alliance 3: The Black Order | Black Bolt, Destroyer Armor, Doctor Strange, Nightcrawler, Red Skull |                                | [ 14 ]       |
| 2021               | NieR Replicant ver.1.22474487139...         | Grimoire Weiss                                                       |                                |              |

### Realfilm
| Jahr          | Titel                | Rolle                           | Notiz | Belege               |
| ------------- | -------------------- | ------------------------------- | ----- | -------------------- |
| seit 2015     | Critical Role        | Vax’ildan, Caleb Widogast, Orym |       | [ 29 ] [ 30 ]        |
| 10. März 2015 | The Phoenix Incident | Jacob Reynolds                  |       | [ 31 ] [ 32 ] [ 33 ] |